# Sociologie clinique
 (févrieer 2023).
La sociologique clinique est un courant sociologique développé en France à la fin des années 1980, d'abord à l'université Paris-Dauphine, puis à l'université Paris 7 (aujourd'hui Université de Paris-Cité) au Laboratoire de Changement Social (aujourd'hui Laboratoire de Changement Social et Politique) dirigé pendant plus de trente ans par Vincent de Gaulejac. Le premier colloque de sociologie clinique en France a été organisé à l'université Paris 7 le 2 juillet 1992. Il a réuni 150 chercheurs issus d'une quinzaine de pays. Depuis, la sociologie clinique se développe en Amérique du Sud (Argentine, Brésil, Chili, Colombie, Mexique et Uruguay), en Amérique du Nord  (États-Unis et Canada), en Europe (Italie, Belgique, Espagne, Suisse et Grèce) et en Russie.  

Le terme de "sociologie clinique" apparaît en Espagne en 1899 puis réapparait aux États-Unis dans les années 1930 sous la plume du sociologue américain Louis Wirth . Cependant, sous une même appellation se retrouvent des pratiques et des épistémologies très différentes. La sociologie clinique française se distingue de celle pratiquée aux États-Unis très axée sur les méthodes expérimentales. La notion de clinique (du grec kliné "être auprès du lit" ) s'est d'abord inscrite dans le champ de la sociologie médicale, de la psychiatrie sociale et de la sociologie pratique du côté du travail social, de l’éducation. Métaphoriquement, la sociologie clinique emprunte à la notion de clinique l'idée de la proximité et de l’implication du chercheur avec les personnes ou des groupes sociaux qui sont demandeurs d’une compétence pour produire avec eux  de la connaissance sociologique qui leur soit utile pour penser et agir. 
"Ce que nous entendons par sociologie clinique (et cela est vrai d’autres sciences sociales), c’est une façon de produire de la connaissance sociologique avec des sujets et des acteurs sociaux, dans un rapport de proximité et d’implication entre chercheurs et acteurs sociaux." (Rhéaume, 2009)
La création en 2014 du Réseau International de Sociologie Clinique (R.I.S.C.) concrétise l’existence de cette orientation dans le champ des sciences humaines et sociales. Ce courant sociologique se distingue par sa théorie de l’action et du sujet, son épistémologie, sa méthodologie comme par son ouverture disciplinaire.

## Objets et méthodes de la sociologie clinique
La sociologie clinique appartient à ce que Corcuff définit comme les «nouvelles sociologies», celles qui émergeant dans les années 1980/1990 dépassent l'opposition classique entre holisme méthodologique et ’individualisme méthodologique. Pour Corcuff, les nouveaux sociologues emprunteraient comme troisième voie «le relationnisme méthodologique» (Corcuff 2017), qui abordent les dimensions individuelles et collectives de la vie sociale sans que l’une ou l’autre n’ait le primat. C’est-à-dire, sans plus opposer sur un plan théorique les aspects objectifs et subjectifs du monde social et sur le plan épistémologique, en sortant du point de vue de l’expert pour favoriser des passages entre le point de vue extérieur et équipé du sociologue et les façons dont les acteurs vivent la société à travers leurs actions et leurs expériences. Et ceci, en tenant compte de la singularité des individus, de leur subjectivité, comme éléments producteurs de connaissances, et en incitant le chercheur à adopter une posture réflexive, la «réflexivité réflexe» selon les termes bourdieusiens (Bourdieu 1993), en intégrant une réflexion sur sa propre relation à l’objet et sur les effets qu’il produit sur les dynamiques interactionnelles. 
La sociologie clinique a développé une théorie du sujet : situé dans des rapports sociaux actuels et produit d'une histoire sociale et familiale, il est multidéterminé socialement et psychiquement, et de ce fait là indéterminé. "Un sujet, entendu dans les deux sens de ce terme : à la fois assujetti par les déterminismes sociaux et psychiques entremêlés, mais aussi capable de faire quelque chose de ce qu’on a fait de lui, pour tenter de produire, en société, un sens à son histoire".

### Une autre approche de la sociologie...
La sociologie clinique se distingue des autres sociologies par son approche. Empruntée au vocable médical, la clinique s’entend ici comme méthode de recherche et pratique d'intervention. Elle exprime l’idée de proximité, de co-construction, d'approche globale du sujet, de son histoire et de sa position sociale,  ainsi que d'une implication des chercheur.es. Connaître les phénomènes sociaux suppose de considérer l'articulation des processus sociaux et psychiques. Aussi,  la sociologie clinique explore la «dimension existentielle des rapports sociaux». Pour ce faire, en théorie comme en pratique, elle fait dialoguer avec la sociologie des savoirs issus d’autres champs comme la psychanalyse ou la psychosociologie, l'anthropologie, l'histoire et la philosophie. La sociologie clinique a pour projet d'étudier et de rendre compte des phénomènes humains en réalisant une articulation entre la compréhension des déterminismes sociaux et ceux de nature psychique. Elle convoque pour y parvenir, un regard de type sociologique et historique (l'humain est toujours situé socialement et historiquement) et un regard psychanalytique (l'humain se construit grâce à ses premiers attachements affectifs).

### La démarche clinique
L’approche clinique de la sociologie  permet au sujet d’analyser les conflits liés aux contradictions du monde social, « aux injonctions paradoxantes » (Gaulejac & Hanique 2016), d’inventer des réponses, de trouver des médiations face à ces contradictions. Il s’agit d’aller au plus près du vécu des acteurs pour mener cette analyse et mettre en œuvre les changements possibles en élaborant des réponses avec eux.
A la différence de la méthode expérimentale avec qui elle rompt, la position du savant ne s’appuie plus sur des lois pour produire un discours de vérité. Au contraire, il s’agit de s’approcher au plus près du vécu de l’individu tout en permettant l’élaboration d’une réflexion conceptuelle approfondie en favorisant l’écoute, l’empathie, la compréhension mutuelle, la co-construction des hypothèses, la confrontation des savoirs théoriques, pratiques et expérientiels. Ce sont les contributions du sujet aux différentes étapes du processus qui est l’essentiel de la clinique. Et c’est dans la qualité du processus mis en œuvre que réside la preuve et non dans la validation des résultats a priori comme dans les sciences exactes. L’approche clinique implique que les hypothèses co-produites doivent avoir du sens pour le sujet concerné en premier lieu par les phénomènes analysés. D’où l’intégration dans la validation de la preuve, des effets de la production de connaissances pour les acteurs eux-mêmes (leur capacité réflexive), comme étant aussi importante que celles produites par le chercheur.
C’est pourquoi, avec la (sociologie) clinique, le résultat émerge en cours de route dans le processus lui-même, chaque étape ouvrant d’autres possibles. L’approche clinique est un processus d’analyse où les connaissances produites tiennent du chemin par lequel on parvient à celles-ci. Rompant avec les principes du positivisme scientifique, la démarche clinique en éprouvant le sujet dans des rapports intersubjectifs requestionne les rapports entre recherche et action ou entre théorie et pratique, entre connaissance sensible de l’éprouver et connaissance intellectuelle (Lévy 1997).

### Une visée émancipatoire, la sociologie clinique est critique
La sociologie clinique porte en elle un projet d'émancipation. Au centre de ses préoccupations théoriques, méthodologiques et éthiques, elle place "la possibilité pour un individu ou un groupe de se poser en tant que sujet". Au delà des règles déontologiques qu'on retrouve dans la recherche, la sociologie clinique a deux autres particularités. D'une part, elle veille à ce que l'échange de savoirs entre les différents acteurs s'opère dans le cadre d'un fonctionnement démocratique: tous peuvent s’exprimer et participer aux diverses phases de la recherche, suivant leur expertise propre et chacun est respecté comme tel (chercheurs savants et acteurs sachants). D'autre part, il s'agit de "favoriser l'expression d'une parole et d’une analyse de la situation qui puisse se traduire en action susceptible de réduire les inégalités sociales" (Rhéaume, 2009).
La sociologie clinique poursuit à la fois une visée de recherche et d'intervention auprès de différents publics. Dans sa dimension d'intervention, elle s'intéresse à la façon dont le sujet social construit un sens à partir des divers déterminismes qui agissent en lui. Selon la sociologie clinique, les phénomènes sociaux ne peuvent être appréhendés “totalement” que si l'on y intègre la façon dont les individus les vivent, se les représentent, les assimilent et contribuent à les reproduire. Elle se veut à l'écoute du sujet, proche du réel dans ses registres affectif et existentiel, attentive aux enjeux inconscients individuels et collectifs. Elle s'intéresse aux phénomènes sociaux et institutionnels dans leur dimension rationnelle, mais aussi imaginaire, pulsionnelle et symbolique. Elle s'inscrit au cœur des contradictions entre objectivité et subjectivité, entre rationalité et irrationalité, entre structure et acteur, entre le poids des contextes socio-historiques et la capacité des individus d'être créateur d'histoire. Elle cherche à démêler les nœuds complexes entre les déterminismes sociaux et les déterminismes psychiques, dans les conduites des individus ou des groupes.[réf. nécessaire]

## Formation universitaire
Au sein de l'université de Paris-Cité (anciennement Paris Diderot, P7), un master de sociologie clinique est proposé qui ouvre sur deux masters 2 : le master 2 recherche et le master 2 professionnel , intitulé  TPICO (Théories et Pratiques de l'Intervention Clinique dans les Organisations) dont la visée est de former des consultants intervenant dans les organisations, mais également des professionnels confrontés à la complexité de l’accompagnement du changement dans les équipes et les collectifs de travail.

## Quelques auteurs
- Jacqueline Barus-Michel
- Jean-Philippe Bouilloud
- Marie-Anne Dujarier
- Eugène Enriquez
- Vincent de Gaulejac
- Florence Giust-Desprairies
- Gilles Herreros
- Christophe Niewiadomski
- Pierre Roche
- Agnès Vandevelde-Rougale